# Le Sacq
 Le Sacq  là một xã thuộc tỉnh Eure trong vùng Normandie miền bắc nước Pháp.